# 榴輝岩
榴辉岩是一种变质岩。为块状、具有粒性变晶结构；主要由绿色的辉石和浅红色的石榴石组成，有时也含有蓝晶石、金红石和角闪石等。比重大（3.6-3.9），是变质岩中密度最大的岩石，是岩浆岩在极大的压力下变质产生的，温度不限，在低温或高温下都可以相成这种变质岩，在中国，主要分布在东部沿海和大陆架深层海底。